# Wesley Wright
Dequam LaWesley Wright (né le 28 janvier 1985 à Montgomery, Alabama, États-Unis) est un lanceur de relève gaucher de la Ligue majeure de baseball sous contrat avec les Diamondbacks de l'Arizona.

## Carrière
Wesley Wright est drafté en septième ronde en 2003 par les Dodgers de Los Angeles. Il évolue en ligues mineures plusieurs années dans l'organisation des Dodgers, sans obtenir de chance avec le grand club. Le 6 décembre 2007, les Astros de Houston font l'acquisition de ce lanceur gaucher via le repêchage de règle 5.

### Astros de Houston

#### Saison 2008
Wright se taille un poste avec les Astros au camp d'entraînement du printemps 2008 et dispute son premier match dans le baseball majeur le 31 mars. À sa seconde sortie, le 4 avril à Chicago, il reçoit pour la première fois la victoire alors que les Astros prévalent sur les Cubs. Wright est employé par Houston dans 71 parties durant la saison 2008. Il enregistre 57 retraits sur des prises en 55 manches et deux tiers lancées. Sa fiche victoires-défaites est de 4-3 avec une moyenne de points mérités de 5,01. Il réussit de plus un sauvetage, son premier en carrière et seul de la saison, le 29 juillet contre Cincinnati.

#### Saison 2009
Après avoir laissé entrevoir de belles aptitudes à sa saison recrue, Wright connaît des hauts et des bas au cours des deux années suivantes, faisant des séjours à la fois chez les Astros et chez leur club-école des ligues mineures. En 2009, il est placé sur la liste des blessés en raison de douleurs à l'épaule et, lors d'un match au Wrigley Field de Chicago, il quitte le terrain sur un brancart et est hospitalisé après avoir souffert de déshydratation. En 2009, sa moyenne de points mérités s'élève 5,44 en 49 parties. 

#### Saison 2010
En 2010, il n'apparaît que 14 fois au monticule pour les Astros. Obtenant sa chance comme lanceur partant pour la première fois depuis son arrivée dans les rangs majeurs, il débute quatre parties, qui se soldent par une victoire et deux défaites. Ce sont ses trois seules décisions de l'année et il affiche une moyenne de points mérités de 5,73 en 33 manches au monticule.

#### Saison 2011

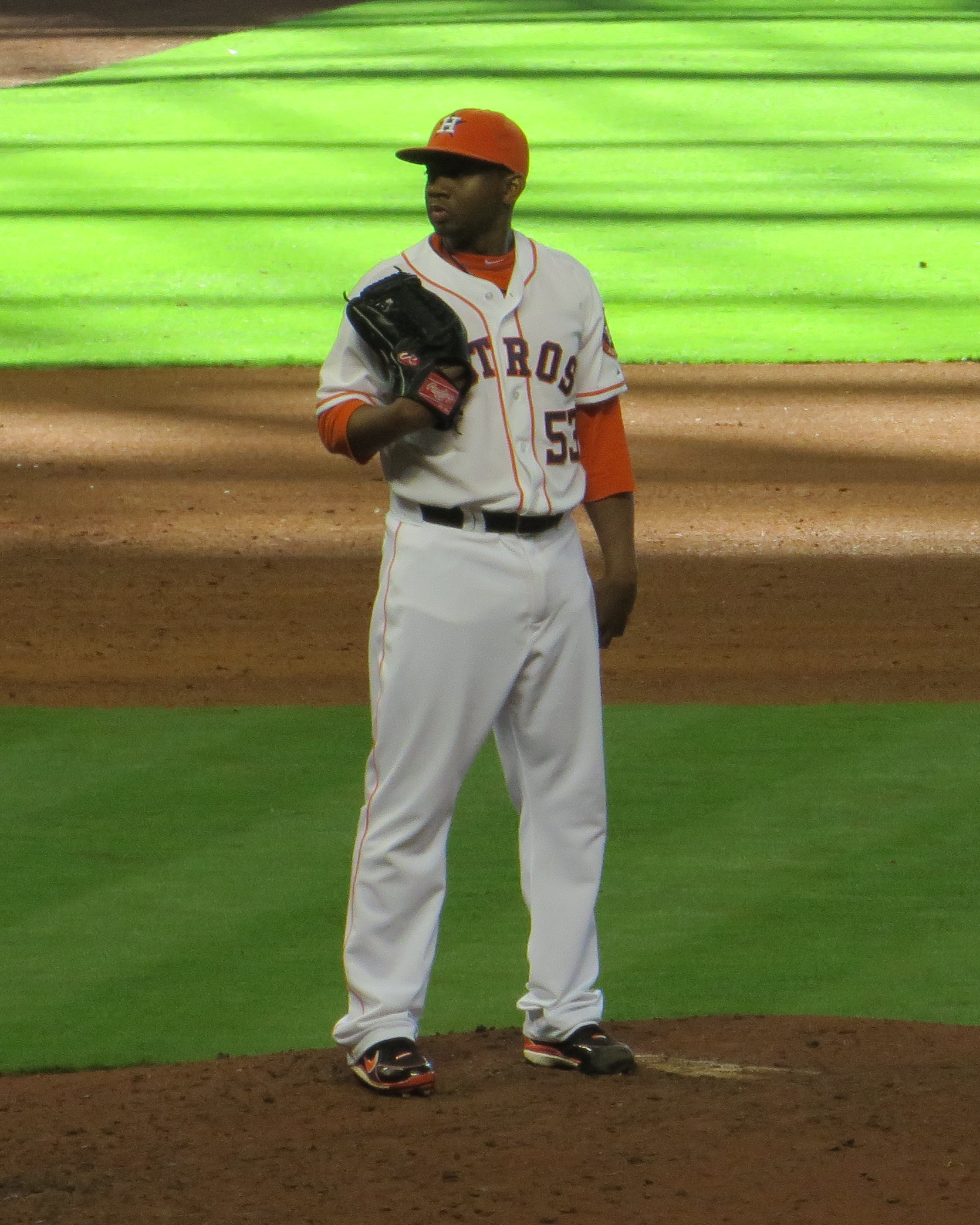
Wesley Wright au monticule en juin 2013 pour les Astros de Houston.

Wright fait beaucoup mieux en 2011 durant 21 brèves apparitions au monticule pour Housto. En 12 manches, il enregistre 11 retraits sur des prises et maintient une moyenne de points mérités de 1,50. Il passe tout de même la majorité de la saison avec le club-école des Astros à Oklahoma City, où il maintient sa moyenne à 2,07 points mérités accordés par partie en 65,1 manches lancées.

#### Saison 2012
Wright entre en jeu dans 77 matchs en 2012, son plus haut total en une saison. Il travaille durant 52 manches et un tiers, un peu moins que son plus haut total à sa saison recrue. Sa moyenne de points mérités est sa meilleure en carrière à 3,27. Il gagne deux matchs, en perd deux, réalise un sauvetage et enregistre 54 retraits sur des prises.

#### Saison 2013
Il entreprend en 2013 sa dernière saison à Houston avant de la terminer ailleurs. Pour les Astros, il présente une moyenne de points mérités de 3,92 en 41 manches et un tiers lancées en 54 parties, réussissant 40 retraits sur des prises mais perdant 4 décisions. Lorsqu'il quitte le club, il possède un dossier de 10-15 et une moyenne de 4,44 en 286 matchs et 239 manches lancées pour Houston depuis ses débuts dans les majeures.

### Rays de Tampa Bay
Le 12 août 2013, les Rays de Tampa Bay, soucieux d'améliorer leur enclos de relève pour le dernier droit de la saison, achètent des Astros le contrat de Wesley Wright. 
Le gaucher fait bien avec sa nouvelle équipe. Appelé dans 16 matchs, il lance 12 manches et un tiers et maintient une moyenne de points mérités de 2,92. Il termine donc la saison régulière 2013 avec une fiche de 0-4 et une moyenne de 3,69 en 70 matchs joués et 53 manches et deux tiers lancées pour Houston et Tampa. Pour la première fois, il joue en séries éliminatoires et ne donne aucun point aux Red Sox de Boston en Série de division, où il fait deux apparitions et totalise deux tiers de manche de travail.

### Cubs de Chicago
Devenu agent libre, Wright rejoint les Cubs de Chicago le 16 décembre 2013. À sa seule année à Chicago, en 2013, il joue 58 matchs et maintient une moyenne de points mérités de 3,17 en 48 manches et un tiers lancées.

### Orioles de Baltimore
Le 19 décembre 2014, Wright signe un contrat d'un an avec les Orioles de Baltimore. Il n'apparaît que dans deux parties des Orioles avant d'être libéré de son contrat le 22 juillet 2015.

### Angels de Los Angeles
Il rejoint les Angels de Los Angeles le 29 juillet 2015 et lance 5 manches et deux tiers en 9 matchs pour eux en 2015.

### Diamondbacks de l'Arizona
Le 22 décembre 2015, Wright est mis sous contrat par les Diamondbacks de l'Arizona.